# Luis Machín
Luis Alfonso Manuel Machín (Rosario, Santa Fe; 10 de abril de 1968) es un actor argentino. Es conocido por sus papeles en múltiples telenovelas y series argentinas tales como Los simuladores, Son amores, Padre Coraje, Mujeres asesinas, Montecristo, Hermanos y detectives, Lo que el tiempo nos dejó, Viudas e hijos del Rock & Roll, entre otras.

## Biografía
Nació en Rosario. A los 16 años decidió que quería ser actor. Comenzó estudiando actuación en los talleres de teatro dictados en la escuela secundaria a la que asistía, Comercial Manuel Belgrano de su ciudad natal, cursos dictados por el actor y director teatral Miguel Franchi. Continuó estudiando en el Centro Rosarino de Investigación Teatral dirigido por Pepe Costa, donde realizó gran cantidad de obras, entre las que destacan Imarca y Los de la mesa 10. En 1986 comenzó a estudiar en la Escuela Nacional de Teatro de Rosario que abrió ese mismo año, y de la que egresó en 1989 dentro de la primera promoción. En 1993, a los 24 años de edad, se mudó a Buenos Aires con el objetivo de radicarse allí y ampliar sus horizontes como artista. Contactó con el Sportivo teatral que dirige Ricardo Bartís y comenzó a desarrollarse en el mismo. Paralelamente tomó cursos de actuación con Alberto Ure en Canal 13.

### Carrera en teatro
Es fundador, junto a otros compañeros de carrera, de la "Agrupación Filodramática Te quisimos con locura", grupo con el cual realiza gran cantidad de obras, entre las que destacan Bip- du- bup, La importancia de llamarse Ernesto de Oscar Wilde, y Noche de reyes de William Shakespeare. Paralelamente participa de distintos grupos de teatro de la ciudad como el Centro de Actores de Félix Reinoso, el grupo Arteón de Néstor Zapata y el grupo Sauco de Carlos Schwaderer, siendo con este último con el que realiza en 1991 su primera gira internacional por distintas ciudades de España con el espectáculo de títeres y actores para adultos Cabaretit. Junto al grupo Arteón y la obra Malvinas, canto al sentimiento de un pueblo realiza una larga gira por Venezuela.
Con El pecado que no se puede nombrar, bajo dirección de Ricardo Bartís, realiza giras por España, Francia, Canadá, Brasil, Bélgica y Alemania, participando de los más prestigiosos festivales internacionales como el de Aviñón, el de otoño de París y el de otoño de Madrid así como el Kunsten de Bélgica y el Theater del Welt de Alemania, entre otros. Luego estrena en el Teatro San Martín obras como Casa de muñecas de Henrik Ibsen, Lo que va dictando el sueño de Griselda Gambaro, en el circuito alternativo Varios pares de pies sobre piso de mármol obra que es llevada a Barcelona a un encuentro con Harold Pinter, Cercano oriente con Alejandro Catalán, Teatro proletario de cámara en el Sportivo teatral, en el Centro Cultural Recoleta Dios perro y en el Teatro Payro Ella, de Susana Torres Molina.
En el Teatro El cubo estrenó Los padres terribles de Jean Cocteau y vuelve al Sportivo Teatral donde estrena La pesca, nuevamente con dirección de Ricardo Bartís. En 2011 estrena con dirección de Cristina Banegas la única obra escrita por Alberto Ure, La familia argentina, y en 2012 con dirección de Daniel Veronese estrena en Argentina y para el circuito comercial La última sesión de Freud, de Mark St. Germain.

## Filmografía

### Cine
| Año  | Título                                   | Papel                    | Dirección               |
| ---- | ---------------------------------------- | ------------------------ | ----------------------- |
| 1999 | La venganza                              | Alfredo Correa           | Juan Carlos Desanzo     |
| 2000 | Ojos que no ven                          | Forense                  | Beda Docampo Feijóo     |
| 2000 | El astillero                             |                          | David Lipszyc           |
| 2000 | Felicidades                              | Juan                     | Lucho Bender            |
| 2001 | Vidas privadas                           | Eduardo                  | Fito Páez               |
| 2002 | Todos juntos                             | Relator / Remisero (voz) | Federico León           |
| 2002 | Un oso rojo                              | Sergio                   | Israel Adrián Caetano   |
| 2002 | Claim                                    | Recepcionista del hotel  | Martín Lagestee         |
| 2002 | Potestad                                 | Colombres                | Luis César D'Angiolillo |
| 2002 | La entrega                               | Policía                  | Inés de Oliveira Cézar  |
| 2005 | A cada lado                              | Guillermo                | Hugo Grosso             |
| 2007 | Maradona, la mano de Dios                | Marcos Franchi           | Marco Risi              |
| 2007 | No fumar es un vicio como cualquier otro | Jorge                    | Sergio Bizzio           |
| 2009 | La mosca en la ceniza                    | Mozo José                | Gabriela David          |
| 2010 | Plumíferos                               | Sr. Puertas (voz)        | Daniel De Felippo       |
| 2010 | El mural                                 | Natalio Félix Botana     | Héctor Olivera          |
| 2010 | Sin retorno                              | Ricardo Fustiniano       | Miguel Cohan            |
| 2010 | En el futuro                             | Él                       | Mauro Andrizzi          |
| 2010 | Dormir al sol                            | Lucio Bordenave          | Alejandro Chomski       |
| 2010 | El invierno de los raros                 | Fabián                   | Rodrigo Guerrero        |
| 2011 | Violeta se fue a los cielos              | Entrevistador            | Andrés Wood             |
| 2012 | La revolución es un sueño eterno         | Manuel Belgrano          | Nemesio Juárez          |
| 2012 | La sombra azul                           | Mario Ludueña            | Sergio Schmucler        |
| 2013 | Destino anunciado                        | Pocho                    | Juan Dickinson          |
| 2014 | Necrofobia                               | Dante Samot              | Daniel de la Vega       |
| 2014 | Bienvenido León de Francia               | Sr. Interventor          | Néstor Zapata           |
| 2015 | El espejo de los otros                   | Simón Escudero           | Marcos Carnevale        |
| 2016 | Maldito seas Waterfall!                  | Carlos Padilla           | Alejandro Chomski       |
| 2017 | La muerte de Marga Maier                 | Don Alejandro            | Camila Toker            |
| 2017 | Maracaibo                                | Hugo                     | Miguel Ángel Rocca      |
| 2017 | Fontanarrosa, lo que se dice un ídolo    | Espíndola                | Hugo Grosso             |
| 2017 | Los padecientes                          | Roberto Vanussi          | Nicolás Tuozzo          |
| 2017 | Los últimos                              | Guida                    | Nicolás Puenzo          |
| 2017 | Cauce                                    | Osvaldo                  | Agustín Falco Vázquez   |
| 2018 | Un viaje a la Luna                       | Dr. Livenson             | Joaquín Cambre          |
| 2019 | Así habló el cambista                    | Sr. Schweinsteiger       | Federico Veiroj         |
| 2019 | Matar al dragón                          | Tarugo                   | Jimena Monteoliva       |
| 2020 | Milagro de otoño                         | Faxman                   | Néstor Zapata           |
| 2020 | La funeraria                             | Bernardo                 | Mauro Iván Ojeda        |
| 2021 | Sector VIP                               | Santos                   | Eduardo Pinto           |
| 2021 | La sombra del gato                       | Enfermero                | José María Cicala       |
| 2021 | Sola                                     | Pedro Sommer             | José María Cicala       |
| 2021 | Siete perros                             | Ernesto                  | Rodrigo Guerrero        |
| 2021 | Existir                                  | General Salazar          | Gabriel Grieco          |
| 2022 | Satanic Hispanics                        | Vicente                  | Demián Rugna            |
| 2022 | El método Tangalanga                     | Horacio «El jefe»        | Mateo Bendesky          |
| 2023 | Los colonos                              | Monseñor                 | Felipe Gálvez           |
| 2023 | Corte                                    | Psicólogo                | Guadalupe Yepes         |
| 2023 | Lennons                                  | Jacobo Cohen             | José María Cicala       |
| 2025 | Mensaje en una botella                   | Alfredo                  | Gabriel Nesci           |

### Televisión
| Año       | Título                            | Papel                     | Notas                                                            |
| --------- | --------------------------------- | ------------------------- | ---------------------------------------------------------------- |
| 1995      | Montaña rusa                      | Eduardo                   |                                                                  |
| 1996      | Amor sagrado                      | Dr. Cordero               |                                                                  |
| 1997      | Chiquititas                       | Dr. Mandel                |                                                                  |
| 1999      | Vulnerables                       | Salasbarry                |                                                                  |
| 1999      | Campeones de la vida              | Presentador de box        |                                                                  |
| 2000      | Tiempo final                      | Exconvicto                | Episodio: «La última cena»                                       |
| 2000      | Tiempo final                      | Héctor Herrera            | Episodio: «Broma pesada»                                         |
| 2000      | Ilusiones                         | Dr. Samuel Presas         |                                                                  |
| 2001      | Cuatro amigas                     | Salusterri                |                                                                  |
| 2001      | Provócame                         |                           |                                                                  |
| 2002      | Tumberos                          | El presidente             | Episodio: «Caballos salvajes»                                    |
| 2002      | Los simuladores                   | Romagnoli                 | Episodio: «Seguro de desempleo»                                  |
| 2002-2003 | Son amores                        | Eduardo Belucci           |                                                                  |
| 2004      | Padre Coraje                      | Dr. Froilán Ponce         |                                                                  |
| 2004      | Epitafios                         | Santiago Peñalver         |                                                                  |
| 2005      | Botines                           | Varios                    |                                                                  |
| 2005      | Mujeres asesinas                  | Eduardo                   | Episodio: «Clara, la fantasiosa»                                 |
| 2005      | Criminal                          | Rodrigo Roca              |                                                                  |
| 2005      | Algo habrán hecho                 | Manuel Dorrego            | Episodio: «La vida color de rosas»                               |
| 2006      | Montecristo                       | León Rocamora             |                                                                  |
| 2006      | Hermanos y detectives             | Profesor Fontán           | Episodio: «El profesor Fontán»                                   |
| 2007      | Los cuentos de Fontanarrosa       | Chelo                     |                                                                  |
| 2007      | El hombre que volvió de la muerte | Dante Mortensen           |                                                                  |
| 2007      | 200 años                          | Secuestrador              | Episodio: «En nuestros corazones para siempre»                   |
| 2008      | Mujeres asesinas                  | Mendoza                   | Episodio: «Carolina, humillada»                                  |
| 2008      | Socias                            | Kurt                      |                                                                  |
| 2008      | Tinta argentina                   |                           | Episodio: «Su ausencia»                                          |
| 2010      | Todos contra Juan                 | Él mismo                  | Episodio: «Juan y la niñez»                                      |
| 2010      | Para vestir santos                | Carlos                    |                                                                  |
| 2010      | Alguien que me quiera             | Gustavo «Bambi» Melgarejo |                                                                  |
| 2010      | Lo que el tiempo nos dejó         | Militar                   | Episodio: «La ley primera»                                       |
| 2010      | Caín y Abel                       | Gregorio Mendel           |                                                                  |
| 2011      | Historias de la primera vez       | Román Ordóñez             | Episodio: «La primera vez en el amor»                            |
| 2011      | Gigantes                          | Carlos                    | Episodio: «Felicitas Guerrero»                                   |
| 2011      | Maltratadas                       | Mauricio                  | Episodio: «Eterno retorno»                                       |
| 2011      | Televisión x la inclusión         | Jefe                      | Episodio: «Acosada»                                              |
| 2011      | Edén                              |                           |                                                                  |
| 2012      | Lobo                              | Toribio Páez de Toledo    |                                                                  |
| 2012      | Historia clínica                  | Juan José Castelli        | Episodio: «Juan José Castelli: El silencio del orador»           |
| 2012      | La defensora                      | Dr. Rafael Sartori        | Protagonista                                                     |
| 2012      | La viuda de Rafael                | Rafael                    |                                                                  |
| 2013      | Historias de corazón              | Manuel                    | Episodio: «Para olvidar a Manuel»                                |
| 2013      | Las huellas del secretario        | Francisco Basualdo        |                                                                  |
| 2014      | La celebración                    | Agustín                   | Episodio: «Bautismo»                                             |
| 2014      | El legado                         | Coronel Cisneros          |                                                                  |
| 2014-2015 | Viudas e hijos del rock and roll  | Luis Emilio Arostegui III |                                                                  |
| 2015      | Se trata de nosotros              | Carlos                    | Episodio: «Amistades peligrosas»                                 |
| 2015      | Cromo                             | Rizzo                     |                                                                  |
| 2016      | Loco por vos                      | Claudio                   | Episodio: «Simbiosis»                                            |
| 2016      | Educando a Nina                   | Reinaldo                  |                                                                  |
| 2016      | Las palomas y las bombas          | Pedro                     |                                                                  |
| 2017      | Vida de película                  | Ernesto                   |                                                                  |
| 2017      | Quiero vivir a tu lado            | Guillermo de Arco         |                                                                  |
| 2017      | Balas perdidas                    | Rolando «Pipo» Arce       |                                                                  |
| 2017      | El hipnotizador                   | Sartori                   |                                                                  |
| 2018      | Sandro de América                 | Oscar Anderle             |                                                                  |
| 2018      | El lobista                        |                           |                                                                  |
| 2018      | Rizhoma Hotel                     | Alfredo Valdés            | Episodios: «La amante del presidente», «Secretos del presidente» |
| 2018      | Encerrados                        | Esteban Castel            | Episodio: «Agorafobia»                                           |
| 2018-2019 | Mi hermano es un clon             | Juan Cruz Santillán       |                                                                  |
| 2019      | Atrapa a un ladrón                | Gabriel Prieto            |                                                                  |
| 2019      | Inconvivencia                     | Máximo Azcuénaga          |                                                                  |
| 2021      | Entre hombres                     | Eduardo Achabala          |                                                                  |
| 2022      | 40 abriles                        | Luis                      | Episodio: «El anillo de Alicia»                                  |
| 2022      | Dos 20                            | Antonio                   | Episodio: «El escondite»                                         |
| 2022      | El secreto de la familia Greco    | Reyes                     |                                                                  |
| 2022      | El hincha                         | Gonzalo Arias             |                                                                  |
| 2023      | Melody, la chica del metro        | Thomas Van Vorden         |                                                                  |
| 2023      | Diciembre 2001                    | Domingo Cavallo           |                                                                  |
| 2023-2024 | Buenos chicos                     | Lorenzo Cardone           |                                                                  |
| 2024      | La mente del poder                | Valentino Beltrán         |                                                                  |
| 2024      | Cromañón                          | Carlos Binder             |                                                                  |

## Premios y nominaciones
| Año  | Premio                                            | Categoría                                  | Programa                                                        | Resultado |
| ---- | ------------------------------------------------- | ------------------------------------------ | --------------------------------------------------------------- | --------- |
| 2001 | Cóndor de Plata                                   | Revelación masculina                       | El astillero                                                    | Nominado  |
| 2004 | Premio Martín Fierro                              | Actor de reparto en drama                  | Padre Coraje                                                    | Ganador   |
| 2005 | Premio Martín Fierro                              | Actor de reparto en drama                  | Criminal                                                        | Nominado  |
| 2006 | Premio Martín Fierro                              | Actor de reparto en drama                  | Montecristo                                                     | Nominado  |
| 2007 | Premio Martín Fierro                              | Actor protagonista de unitario o miniserie | El hombre que volvió de la muerte y Los cuentos de Fontanarrosa | Nominado  |
| 2010 | Premio Martín Fierro                              | Actor de reparto                           | Para vestir santos, Lo que el tiempo nos dejó y Caín y Abel     | Nominado  |
| 2011 | Premio Konex (Diploma al mérito)                  | Actor de teatro                            | Trayectoria de la última década                                 | Otorgado  |
| 2013 | Personalidad destacada del año, diario La Capital | Actor                                      | Trayectoria del año                                             | Otorgado  |